# Chodeczek
Chodeczek – wieś w Polsce położona w województwie kujawsko-pomorskim, w powiecie włocławskim, w gminie Chodecz.
W latach 1954–1972 wieś należała i była siedzibą władz gromady Chodeczek. W latach 1975–1998 miejscowość administracyjnie należała do województwa włocławskiego. Według Narodowego Spisu Powszechnego (III 2011 r.) liczyła 775 mieszkańców. Jest największą miejscowością gminy Chodecz.

## Części wsi
| SIMC    | Nazwa        | Rodzaj    |
| ------- | ------------ | --------- |
| 1033504 | Bachorza     | część wsi |
| 1033591 | Działkowicze | część wsi |
| 1033906 | Wydrzyłeb    | część wsi |

## Zabytki
Według rejestru zabytków NID na listę zabytków wpisany jest zespół dworski z 1904-1906, nr rej.: 232/A z 27.11.1987: dwór i park.